# Schizopera hawaiiensis
Schizopera hawaiiensis är en kräftdjursart som beskrevs av Kunz 1995. Schizopera hawaiiensis ingår i släktet Schizopera och familjen Diosaccidae. Inga underarter finns listade i Catalogue of Life.